# Carmen on Ice
Carmen on Ice ist ein deutscher Tanzfilm von Horant H. Hohlfeld aus dem Jahre 1990, der auf Bizets Carmen in einer eigens für diesen Film ausgearbeiteten Orchesterfassung basiert. Die Handlung wird ausschließlich durch eine Choreographie für Eiskunstläufer erzählt. Carmen on Ice stellt eine Innovation in der Geschichte des Eiskunstlaufs dar; denn dieser Tanzfilm ist frei von gesprochenen Szenen und unterscheidet sich dadurch deutlich von den bis dahin gedrehten Eis-Revuefilmen, die Spielfilmcharakter haben und aus Dialogen gemischt mit Tanzeinlagen auf dem Eis bestehen.

## Handlung
Die Handlung von Carmen on Ice richtet sich weitgehend nach Bizets Carmen. Analog zum vieraktigen Opernlibretto besteht auch das Drehbuch von Carmen on Ice aus vier Abschnitten, die jeweils durch einen Wechsel der Filmkulisse deutlich erkennbar sind.
- Abschnitt 1 (Platz in Sevilla vor einer Fabrik):  Inmitten des Alltagtreibens auf einem Platz in Sevilla liest der Sergeant Don José einen Brief von seiner Mutter, der ihm von dem Bauernmädchen Micaela überbracht worden ist. Da erscheint die Fabrikarbeiterin Carmen, die für ihr attraktives Aussehen von den Männern begehrt und von anderen Frauen beneidet wird, und flirtet mit den umstehenden Männern. Plötzlich erblickt sie Don José, der ganz vertieft in den Brief seiner Mutter am Rand sitzt. Das Desinteresse des Sergeanten ärgert die von Bewunderung seitens des anderen Geschlechts verwöhnte Carmen und weckt den Ehrgeiz in ihr, auch José den Kopf zu verdrehen, und zieht durch freches Kokettieren, Pirouetten und Sprünge auch seine Aufmerksamkeit auf sich. Außerdem schenkt sie ihm eine Rose. Dies macht eine der Frauen so eifersüchtig, dass sie Carmen angreift. Carmen zieht ein Messer, mit dem sie der Angreiferin eine Wunde im Gesicht zufügt. Andere Leute mischen sich in den Konflikt ein, es kommt zu einer turbulenten Straßenschlacht, die durch das Eingreifen des Polizeikommandanten Zuniga beendet wird. Alle beschuldigen Carmen, die Prügelei angezettelt zu haben. Bei näherer Betrachtung fühlt sich auch Zuniga zu dieser hingezogen und möchte mit ihr flirten, als er jedoch von Carmen schroff zurückgewiesen wird, befiehlt er Don José, die junge Frau gefangen zu nehmen. José fesselt Carmen an den Händen, doch als er sie abführen will, setzt sie abermals ihre Reize ein. Im anschließenden Tanz mit dem als Fessel benützten Seil schafft es Carmen, José dazu zu bringen, die Fessel wieder abzunehmen, wodurch Carmen vor den Augen der empörten Bürgern die Flucht gelingt. Zuniga reißt Don José die Schulterklappen von der Uniform und lässt ihn abführen.
- Abschnitt 2 (Schenke von Lillas Pastia): Vor dem Bild der Filmkulisse wird ein Text eingeblendet, der erläutert, dass Carmen auf den soeben aus dem Gefängnis entlassenen Don José in Lillas Pastias Schenke wartet und sich ungeduldig auf ein Wiedersehen mit ihrem Geliebten freut. Carmen sitzt verärgert über Josés Ausbleiben in der Gaststätte und vertreibt sich durch einen feurigen Tanz ihre Langeweile. Plötzlich betritt der Stierkämpfer Escamillo die Schenke, wird von den Anwesenden mit Jubel empfangen und tanzt ebenfalls. Seine Tanzvorstellung findet bei den Anwesenden großen Gefallen. Escamillo nimmt während des Applauses ein Glas Wein entgegen und trinkt sowohl auf seine ihn umringenden Fans als auch auf Carmen, die diese Geste erwidert. Escamillo verlässt die Schenke und trifft beim Tor auf Don José, der nun endlich eintrifft und von Carmen freudig begrüßt wird. Carmen tanzt für ihren Geliebten zunächst ein Solo, das in einen leidenschaftlichen Paartanz mit José mündet. Plötzlich ist aus der Ferne das Trompetensignal zum Appell zu hören, José will unbedingt folgen, was Carmen erbost. Um Carmen seine Liebe erneut zu erklären, holt er die Rose hervor, die Carmen ihm bei der ersten gemeinsamen Begegnung geschenkt hat, und zeigt ein gefühlvolles Solo mit verschiedenen Eislauffiguren und hohen Sprüngen, wodurch er Carmen wieder versöhnlich stimmt. Da platzt Zuniga, zornig über Don Josés Fernbleiben von seiner Truppe, in die Liebesidylle. Carmen versucht, den Kommandanten mit ihrem Charme zu besänftigen. Zuniga will diese Situation ausnützen und flirtet mit Carmen, was José rasend eifersüchtig macht und dazu veranlasst, seinen Vorgesetzten brutal zu würgen. Carmens Freunde greifen ein und verhindern die Ermordung Zunigas durch José, der sich nun von seinem Beruf als Sergeant lossagt und sich Carmens Kreis anschließt.
- Abschnitt 3 (Lagerplatz):  Die Filmkulisse wechselt zu einem nächtlichen Lagerplatz, ein eingeblendeter Text erklärt, dass Carmens Liebe zu Don José abgekühlt und der Stierkämpfer Escamillo nun ihr neuer Favorit ist. Carmen und José kommen ins Bild und tanzen ein kurzes Duett, in dem Carmens Desinteresse an José deutlich wird. Danach setzt sich Carmen vor das Lagerfeuer und versucht, durch Bleigießen ihre Zukunft zu deuten. Die im Löschwasser entstandene Form des Bleies ähnelt einem Totenkopf. Carmen erschrickt, tanzt ängstlich ums Feuer, und verlässt die Szene. José wird eingeblendet, er sitzt mit gesenktem Kopf und einem Gewehr bewaffnet vor dem Lagerfeuer und wirkt deprimiert. Plötzlich taucht Escamillo auf, die beiden Rivalen gehen aufeinander zu. Als Escamillo Carmens Fächer hervorholt und damit José provoziert, kommt es zum Kampf, den Escamillo schließlich gewinnt. Carmen, die den Kampf verfolgt hat, geht mit Escamillo ab.
- Abschnitt 4 (Vor der Stierkampfarena):  Vor der Arena findet ein prunkvoller Aufmarsch der Stierkämpfer statt, unter ihnen auch Escamillo, der vor dem Haupttor von Carmen empfangen wird. Bei dieser Begrüßung wechselt das Bild vorübergehend in eine Traumszene, in der Carmen von einem Liebestanz mit Escamillo träumt. Beim Einzug der Toreros in die Arena wird Carmen von hinten am Arm gepackt und durch in eine Nebenhalle gezogen. Es ist Don Jose, der verzweifelt versucht, Carmen zurückzugewinnen. Bei einem tänzerisch dargestellten Streit weist diese ihren Ex-Geliebten kaltblütig zurück. Don José verliert endgültig die Nerven und ersticht Carmen.

## Hintergrund

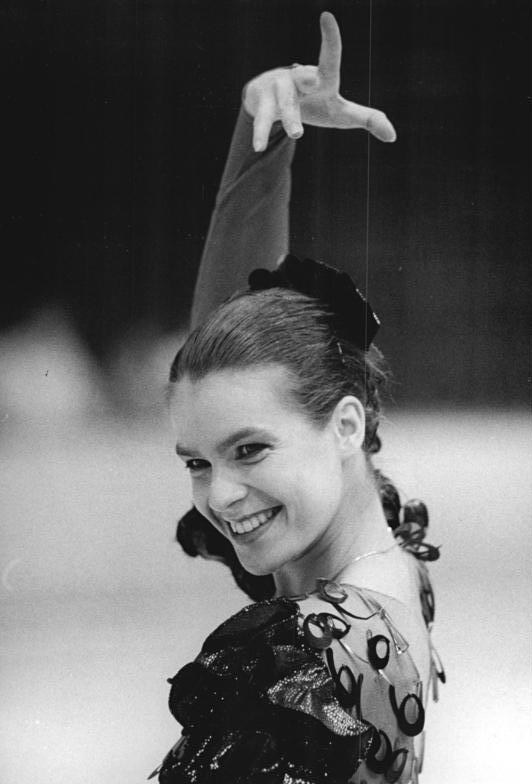
Katarina Witt bei ihrer Carmen-Kür 1988

Carmen on Ice wurde am 8. Februar 1990 erstmals im Kino gezeigt und 1990 mit drei Emmy-Awards ausgezeichnet. Während der Film in den USA mit großem Erfolg lief, galt er in Deutschland als Flop. Die Zuschauerzahlen im Kino waren gering. Der Grund dafür wurde im politischen Umschwung in der DDR gesehen.
Der Film wurde großteils in Spanien und teilweise in Deutschland gedreht, Bewohner von Sevilla und Berlin übernahmen Statistenrollen. Katarina Witt, die die Titelrolle verkörperte, war 1988 in Calgary mit einer Kür, in der sie die Carmen interpretierte, zum zweiten Mal Olympiasiegerin geworden. Brian Boitano, dem Darsteller des Don José, gelang im selben Jahr bei einem aufsehenerregenden Zweikampf der Gewinn der olympischen Goldmedaille vor Brian Orser, der den Stierkämpfer Escamillo spielt. Aus der Sicht der Produzenten war es demnach sehr naheliegend, den Film Carmen on Ice mit diesen Superstars zu besetzen.
In Bezug auf die eisläuferische Darstellung der Handlung sei angemerkt, dass die Choreographie von Sandra Bezic-Ricci und Michael Seibert den formalen Aufbau der Musik sehr genau in Körpersprache übersetzt. Ebenfalls ist zu erwähnen, dass die Flamenco-Tänzerin Cristina Hoyos als Vorbereitung für die Dreharbeiten alle mitwirkenden Eisläufer, die in ihrer Grundausbildung regelmäßig Balletttraining absolviert hatten, in die Kunst des Flamencotanzes einführte. Cristina Hoyos tritt in Carmen on Ice im Rahmen einer kurzen Flamenco-Einlage auch als Gaststar auf. Daraus lässt sich der Eislaufstil in „Carmen on Ice“ erklären, der sich zwar ans Ballett anlehnt, aber ebenso an Flamenco erinnert.